# 桑哈烏克羅山
12°06′29″S 75°52′00″W / 12.10806°S 75.86667°W
桑哈烏克羅山（Sankha Ukru），是秘魯的山峰，位於該國中南部利馬大區，由堯約斯省的萬卡亞區負責管轄，屬於秘魯中部山脈的一部分，海拔高度4,600米。